# Medusanthera ovata
Medusanthera ovata är en järneksväxtart som beskrevs av Howard. Medusanthera ovata ingår i släktet Medusanthera och familjen Stemonuraceae. Inga underarter finns listade i Catalogue of Life.